# Ruper Ordorika
Ruper Ordorika Ezcurdia es un cantautor vasco que canta en euskera (Oñate, 16 de agosto de 1956). Se le considera como uno de los grandes renovadores de la canción vasca. Formó parte del grupo literario Pott, junto con los escritores Joseba Sarrionandia, Bernardo Atxaga, Jon Juaristi y Manu Ertzilla, entre otros.

## Discografía

### Álbumes en solitario
- Hautsi da anphora (Xoxoa-Elkar, 1980).
- Ni ez naiz Noruegako errege (Elkar, 1983).
- Bihotzerreak (Elkar, 1985).
- Ez da posible (Gasa-Wea, 1990). Reeditado y remasterizado por Metak en 2005.
- Bilduma bat (Elkar, 1992). Recopilatorio de los tres primeros discos.
- Ruper Ordorika & Mugalaris (Eman Bakia, 1992). Mini-CD.
- So'ik so (Nuevos Medios, 1995).
- Dabilen harria (Nuevos Medios, 1998).
- Gaur (Esan Ozenki, 2000). Álbum en directo.
- Hurrengo goizean (Metak, 2001).
- Ruper Ordorika (Nuevos Medios, 2002). Recopilatorio.
- Kantuok jartzen ditut (Metak, 2003).
- Memoriaren mapan (Elkar, 2006). Con textos inéditos de Joseba Sarrionandia.
- Hamar t'erdietan (Elkar, 2008). CD-DVD en directo.
- Haizea garizumakoa (Elkar, 2009).
- Hodeien azpian (Elkar, 2011).
- Azukre koxkorrak (Elkar, 2013).
- Lurrean etzanda (Elkar, 2014).
- Guria ostatuan (Elkar, 2016).
- Bakarka (Elkar, 2018).
- Kafe Antzokian (Elkar, 2019). Álbum en directo.
- Amour et toujour (Elkar, 2021).
- Bakarka bi (Elkar, 2024).

### Álbumes con Hiru Truku
- Hiru Truku (Nuevos Medios, 1994).
- Hiru Truku II (Nuevos Medios, 1997).
- Nafarroako Kantu Zaharrak (Metak, 2004).